# تپه کولاژدم کو ۵
تپه کولاژدم کو ۵ مربوط به دوره اشکانیان - دوره ساسانیان است و در شهرستان کوهدشت، بخش طرهان، ۵۵۰ متری جنوبغرب شهر گراب واقع شده و این اثر در تاریخ ۲۸ اسفند ۱۳۸۵ با شمارهٔ ثبت ۱۸۲۹۶ به‌عنوان یکی از آثار ملی ایران به ثبت رسیده است.